# うみへび座U星
うみへび座U星 (U Hydrae) はうみへび座の5等星。そのスペクトルから炭素星に分類され、際立って赤く見える。

## 概要
炭素星の中では可視光領域で最も明るく見える星の1つである。恒星進化論においては、小中質量星が白色矮星に至る前に経る「漸近巨星分枝 (AGB)」の段階にあるとされる。年に1.2×10-7 太陽質量の割合で質量を失っており。スペクトル中に99Tc（半減期 2.1×105年）の吸収線が見られることから、この数万年程の間にヘリウム燃焼殻のヘリウムフラッシュによって3度目の汲み上げがあったものと考えられている。
この星は脈動変光星であり半規則型変光星のうち周期性の悪い赤色巨星が属するSRB型に細分類される。4.56等と5.4等の間を389.4日の周期で変光し、スペクトル型はC6.5,3 (Tc) である（ハーバード分類ではN2）。
2011年4月、国立天文台岡山天体物理観測所（当時）、東京大学の研究者らの研究グループは、赤外線天文衛星「あかり」搭載の遠赤外線サーベイ装置 (FIS, Far-Infrared Surveyor) を使った観測により、この星を取りまくダストシェルが球形で且つ非常に薄いことから、塵やガスの放出が等方的且つ短期間に集中して行われたことを示すとの研究結果を発表した。この研究では、わずか1,000年ほどの間に約30地球質量の塵と約3,000地球質量のガスが一気に放出されており、この放出はヘリウム燃焼殻のヘリウムフラッシュに起因する可能性が高いとしている。